# Julius August Schönborn
Julius August Schönborn (ur. 8 listopada 1801 w Międzyrzeczu, zm. 1 września 1857 w Starym Zdroju) – nauczyciel, archeolog, orientalista, filolog klasyczny i odkrywca zabytków antycznej Licji na terenie południowej Turcji, związany przede wszystkim z Poznaniem.

## Życiorys

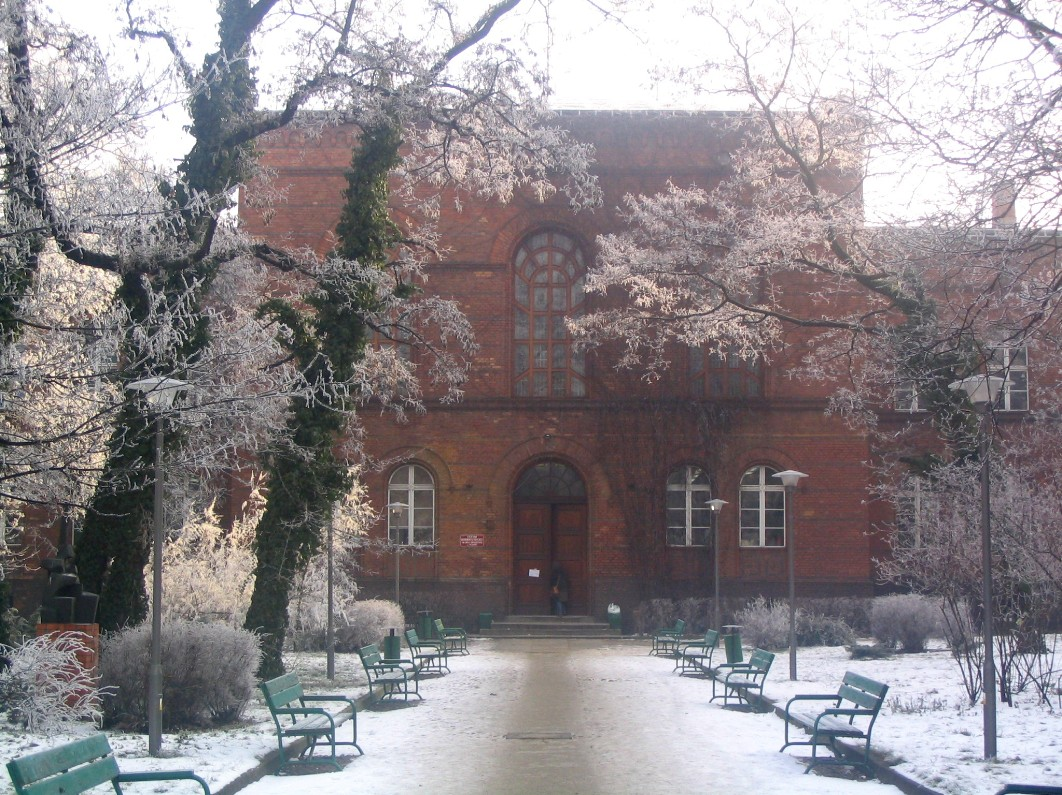
Gimnazjum św. Marii Magdaleny w Poznaniu

Urodził się w rodzinie pastora ewangelickiego – Johanna Martina, dyrektora szkoły realnej w Międzyrzeczu. W 1821 ukończył gimnazjum św. Magdaleny we Wrocławiu. Później również studiował we Wrocławiu (teologia i języki orientalne). Krótko przebywał w Berlinie, aby wkrótce przenieść się do Poznania, gdzie w 1825 objął stanowisko nauczyciela w Gimnazjum św. Marii Magdaleny, a potem w Gimnazjum Fryderyka Wilhelma (mieszkał w pobliżu – przy ul. Strzeleckiej). W 1844 mianowany profesorem. Prowadził zajęcia z religii, języka hebrajskiego, greckiego i łacińskiego. Uczył także geografii i wychowania fizycznego. Jego podręczniki do łaciny (z 1835, 1841 i 1848) były oficjalnie polecane do wszystkich szkół pruskich.

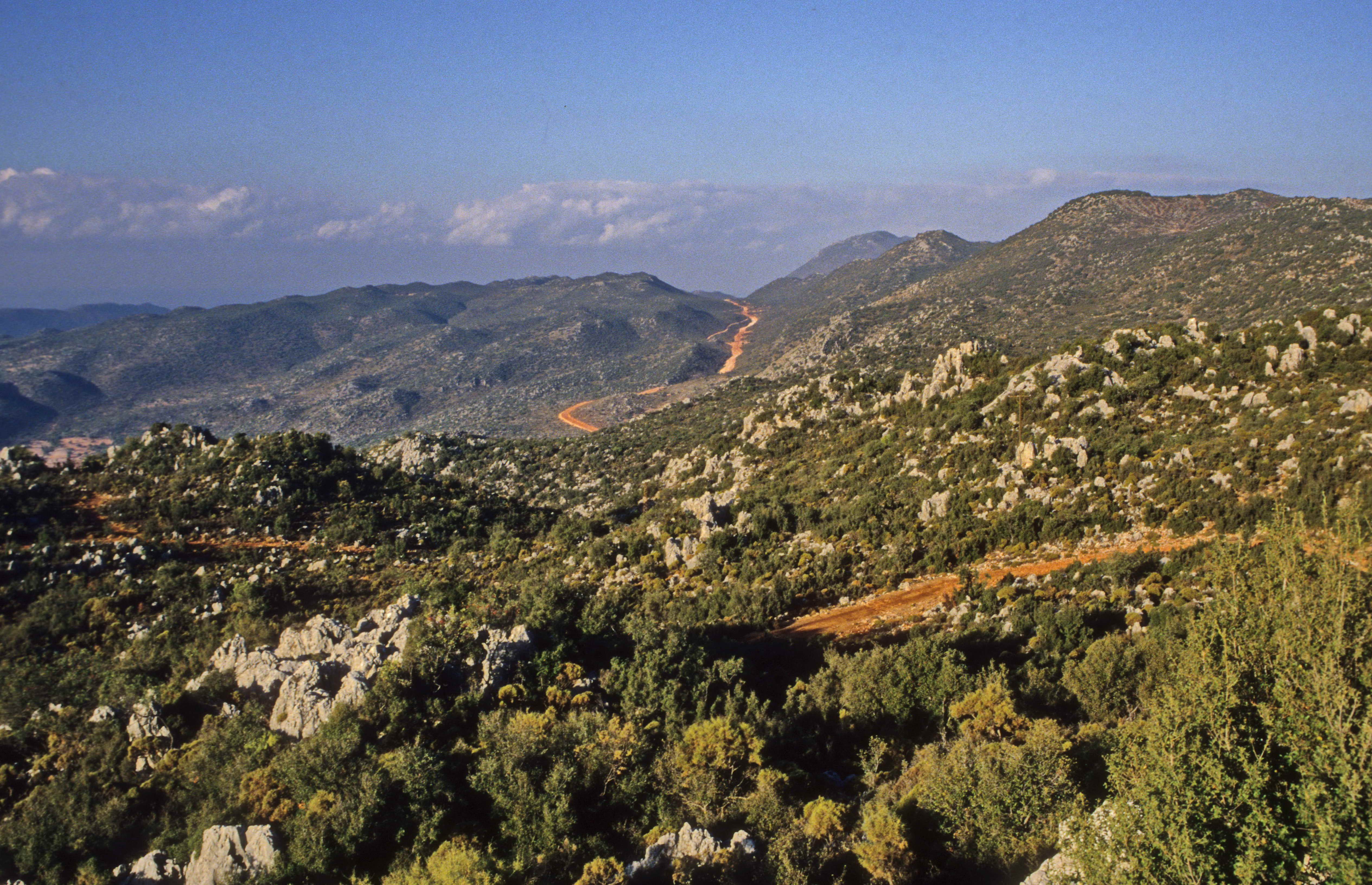
Wzgórza z ruinami Trysy (Gölbaşı) w południowej Turcji

W 1838 zaplanował wyprawę naukową do Grecji i Azji Mniejszej. Doszła ona do skutku w 1841, we współpracy z dr. Hermannem Loewem i Heinrichem Kiepertem (kartografem i znanym wydawcą map). Trasa wiodła przez Berlin, Drezno, Pragę, Wiedeń, Stambuł, Izmir (Smyrnę), do Licji. Badali i sporządzali mapy gór Taurus. Wielkim osiągnięciem było odkrycie ruin antycznego osiedla w Trysie (Gölbaşı), z zachowanymi bogato zdobionymi sarkofagami w heroonie. Heroon z Trysy to prostokątne założenie architektoniczne, którego ściany są ozdobione reliefami z jedynym swego rodzaju układem greckich scen mitycznych, jeden z najważniejszych pomników starożytnej Azji Mniejszej. Próbował zainteresować swoim odkryciem naukowców z Niemiec i Anglii. Oba europejskie mocarstwa starały się wyposażyć muzea w najwspanialsze zabytki z czasów antycznych.

Pracował także w Ksantos, gdzie rywalizował o znaleziska z angielskim naukowcem  Charlesem Fellowsem. Starał się także o przetransportowanie niektórych znalezisk do Berlina.

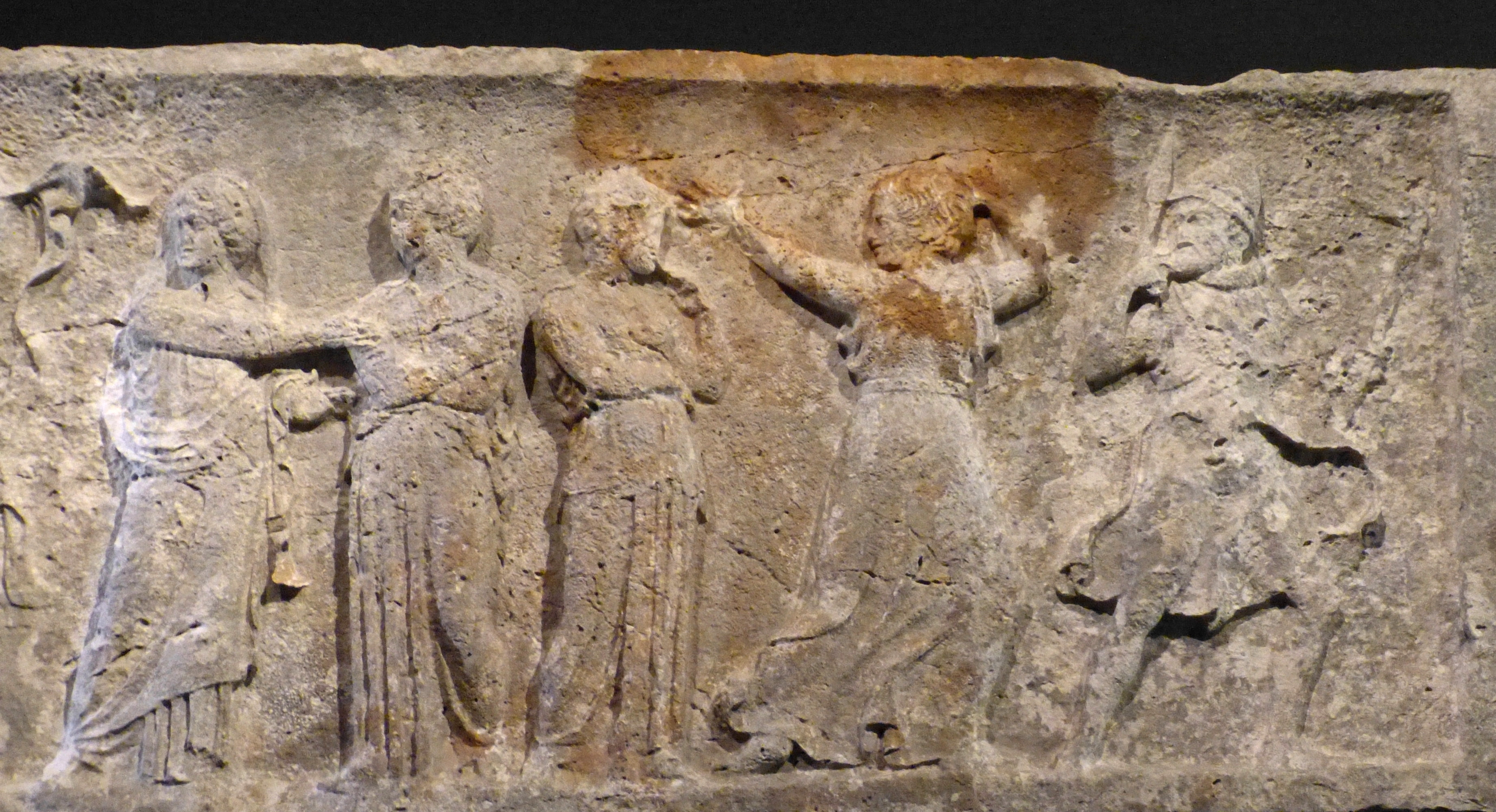
Relief z Heroonu z Trysy

W stolicy Prus otrzymał tytuł profesora. W 1843 przyjęty, z uwagi na sukcesy, przez Fryderyka Wilhelma IV. W 1845 opisał swoje podróże z zamiarem wydania dzieła w Weimarze.
W 1851 wyruszył na drugą wyprawę do Gölbaşı, antycznej Trysy (był tym razem lepiej wyposażony technicznie). Towarzyszyli mu Anglicy – architekt Edward Falkener i porucznik Thomas Spratt. Mieli ze sobą m.in. dagerotyp. Wyprawa nie przyniosła jednak większych rezultatów – notatki zaginęły, a zdjęć nie udało się wywołać. Część skopiowanych inskrypcji licyjskich przekazano nauczycielowi Richardowi Gosche. Wyprawa była też porażką zdrowotną dla Schönborna – zapadł na przewlekłą astmę, na którą leczył się w następnych latach w Starym Zdroju, gdzie ostatecznie zmarł i został pochowany.

## Zbiory
Zbiory monet z terenów Azji Mniejszej zasiliły kolekcję berlińskiego Muzeum Królewskiego. Odciski inskrypcji licyjskich otrzymała Biblioteka Królewska w Berlinie.
W 1881 kolejna wyprawa (tym razem austriacka) zbadała ruiny w Gölbaşı i przewiozła tamtejsze reliefy do Wiednia, gdzie pozostają w zbiorach po dziś dzień w Muzeum Historii Sztuki w Wiedniu.